# Michail Kasianov
Michail Michajlovitj Kasianov (ryska: Михаил Михайлович Касьянов), född 2 december 1957, är en rysk politiker. Han var premiärminister i Ryssland mellan åren 2000 och 2004. Efter att ha blivit avsatt 2004 blev han oppositionsledare och kritiker av Vladimir Putin. Kasianov är sedan 2012 partiledare för Partiet för folkets frihet.

## Biografi
Kasianov föddes i byn Solntsevo i Moskva oblast i Sovjetunionen. Han utbildade sig till ingenjör mellan 1974 och 1981. 1976–1978 tjänstgjorde han i den sovjetiska armén. Mellan 1978 och 1990 arbetade han för Gosplan – den statliga planläggningskomittén i Sovjetunionen, som hade till uppgift att utarbeta femårsplaner för den sovjetiska ekonomin. Mellan 1990 och 1999 arbetade han först i ekonomidepartementet, där han också utbildades till ekonom, och därefter arbetade han i finansdepartementet i den ryska federationen.
1999 blev Kasianov finansminister i Ryssland. Då Vladimir Putin blev president år 2000, utnämndes Kasianov till premiärminister. I februari 2004, inte långt innan presidentvalet samma år, blev han avsatt som premiärminister av Putin.
2005 förklarade Kasianov att han ämnade att kandidera som presidentkandidat vid valet 2008 i opposition till Putins kandidatur. Den 27 januari 2008 blev det klart att valkommissionen förkastade hans presidentkandidatur, på grund av alltför många ogiltiga underskrifter till stöd för honom i samband med registreringen som kandidat.
I april 2006 valdes Kasianov till ordförande för organisationen Folkets demokratiska union. I september 2007 bildades ur organisationen ett politiskt parti med Kasianov som partiledare.
År 2010 gick Folkets demokratiska union, Solidaritet, Demokratiskt val och Republikanska partiet av Ryssland samman i oppositionskoalitionen "För Ryssland utan rättslöshet och korruption", vilken 2012 blev Partiet för folkets frihet.
Kasianov har kritiserat Rysslands invasion av Ukraina 2022 som han bland annat har kallat ett "brutalt krig". I juni 2022 meddelade han att han har lämnat Ryssland utan någon tydlig uppgift om för hur länge.